# Вторая сборная Германии по футболу
Вторая сборная Германии по футболу (нем. Deutsche B-Fußballnationalmannschaft, Сборная-Б Германии по футболу) — немецкая любительская команда, в которой выступают кандидаты в основную сборную Германии. Также известна под именами Сборная-Б и Сборная-А2. На данный момент не созывается.

## История

### Сборная-Б (1951—1980)
Первую игру вторая сборная провёла 14 апреля 1951 в Карлсруэ на стадионе «Хонзельштрассе» против Швейцарии. Игра завершилась поражением немцев со счётом 0:2. В том матче вышили играть: Вилли Радо, Эрих Реттер, Адольф Кнолл, Ганс Хаферкамп, Пауль Мацковски, Хайнц Тренкель, Герхард Кауфхольд, Курт Шрайнер, Пауль Липпонер-младший, Хорст Бухц и Рольф Блессинг.
Всего сборная-Б провела 61 игру против 23 сборных, из этих игр 39 были выиграны, 7 завершились вничью, остальные 15 немцы проиграли. Суммарная разница забитых и пропущенных мячей составила 119:65. Наибольшее количество игр сборная провела против своего первого противника — Швейцарии (9 матчей), на втором месте идут австрийцы с 6 встречами, а на третьем — голландцы с 5 поединками. 11 матчей были сыграны в те же дни, когда выступала основная сборная (шесть из них были сыграны в том же месте). Наибольшее количество встреч провёл Рональд Ворм, финалист Чемпионата Европы-1976 (12 матчей), а лучшим бомбардиром стал Манфред Бургсмюллер (8 мячей). Из второй сборной в первую позднее прошли Бернд Кулльман, Ханнес Бонгарц, Рональд Ворм, Дитер Бурденски и Дитмар Якобс.
В числе 23 противников выделяются четыре команды с известными встречами:
- Люксембург
  - 1 мая 1958 года немцы сенсационно проиграли в Люксембурге со счётом 1:4.
  - 3 сентября 1974 года немцы одержали крупную победу на выезде в Люксембурге со счётом 5:0.
  - 16 октября 1979 года в Кобленце дома немцы одержали крупнейшую победу в истории со счётом 9:0.
  - 22 сентября 1981 года в Люксембурге немцы неожиданно ограничились победой со счётом 1:0.

- Ирландия
  - 11 марта 1975 года немцы в Дублине неожиданно проиграли 1:0.
  - 21 мая 1981 года немцы выиграли крупно в Бремене со счётом 3:0.

- Финляндия
  - 25 апреля 1975 года немцы разгромили финнов в Оффенбахе со счётом 6:0.

- Норвегия
  - 28 марта 1979 года в Аахене немцы взяли верх над скандинавской сборной со счётом 3:0.

12 июня 1977 года вторая сборная совершила поездку в Гондурас, чтобы сыграть с национальной сборной этого государства (основная сборная ещё никогда не играла с гондурасцами). Матч прошёл в городе Тегусигальпа. В составе играли: Хайнц-Йозеф Койтка, Петер Райхель, Ганс Клинкхаммер, Михаэль Ламек, Карл-Хайнц Кёрбель, Роланд Гербер, Вольфганг Краус, Рюдигер Венцель, Петер Гейер, Манфред Юургсмюллер, Вольфганг Франк, Ханси Мюллер, Каспар Мемеринг и Роланд Стегмайер. Победу со счётом 3:1 принесли гол Бургсмюллера и дубль Франка.
Последнюю игру вторая сборная в качестве «команды-Б» провела 16 февраля 1982 года в Маннхайме, победив Португалию 1:0. Состав в том матче был следующим: Уве Грейнер, Карл-Хайнц Гейльс, Герхард Страк, Ригоберт Грубер, Стефан Гросс, Джонни Оттен, Стефан Энгельс, Михаэль Якобс, Томас Аллоф, Карлл Алльгёвер, Норберт Майер, Хольгер Вилльмер, Уве Райндерс и Курт Пинкалль. Победный гол забил Страк.

### Сборная-А2 (1999—2001)
Вторую сборную возродили в 1999 году под именем «команда-А2». Меры были приняты ввиду того, что немецкая сборная в который раз не смогла завоевать четвёртое звание чемпиона мира, сенсационно проиграв в 1998 году в 1/4 финала чемпионата мира хорватам с неприличным для себя счётом 0:3. Всего команда-А2 сыграла 7 встреч.
1. 1 сентября 1999, Карлсруэ. Германия-А2 1:3 Франция-Б
2. 6 октября 1999, Москва. Россия-Б 1:1 Германия-А2
3. 11 ноября 1999, Сараево. Босния 0:0 Германия-А2
4. 28 марта 2000, Оффенбах. Германия-А2 4:4 Россия
5. 25 апреля 2000, Прешов. Словакия 4:1 Германия-А2
6. 15 августа 2000, Марку-де-Канавезеш. Португалия-Б 0:2 Германия-А2
7. 22 марта 2001, Мюлуз. Франция-Б 1:2 Германия-А2

В сборной оказалось 11 бомбардиров. Лучшим стал Андреас Нойендорф, оформивший дубль. По одному голу забивали Йорг Бёме, Томас Брдарич, Шон Данди, Марель Кетелаер, Стефан Пасслак, Томас Райхенбергер, Ларс Рикен, Золтан Шебесен, Тимо Венцель и Бернд Шнайдер.

### Команда-2006 (2002—2006)
В 2000 году Германии присудили право на проведения чемпионата мира 2006 года. Для подготовки к чемпионату была собрана так называемая «команда-2006» (нем. Team 2006), игроки которой должны были стать потенциальными кандидатами в сборную Германии и войти в финальную заявку. В рамках подготовки сборная провела 10 игр.
1. 6 июня 2002. Поражение от Турции-Б со счётом 1:2 в Мёнхенгладбахе. Единственный гол забил Бернд Коржинец.
2. 17 декабря 2002. Ничья с Шотландией со счётом 3:3 в Майнце. Голы забили Кевин Кураньи, Александр Майер и Александр Фойгт.
3. 30 апреля 2003. Ничья с Турцией-Б со счётом 0:0 в Анкаре.
4. 4 сентября 2003. Победа над Россией-Б со счётом 3:2 в Аалене. Голы забили Маркус Шрот, Марко Энгельхардт и Бернд Коржинец.
5. 21 октября 2003. Победа над Шотландией со счётом 1:0 в Абердине. Единственный гол забил Маркус Даун.
6. 27 апреля 2004. Ничья с Россией-Б со счётом 1:1 в Москве. Единственный гол забил Марко Энгельхардт.
7. 11 октября 2004. Поражение от Польши со счётом 1:2 в Аалене. Единственный гол забил Беньямин Ауэр.
8. 7 декабря 2004. Победа над Шотландией со счётом 3:0 в Маннхайме. Голы забили Беньямин Ауэр (дважды) и Торбен Маркс.
9. 6 сентября 2005. Ничья с Турцией-Б со счётом 1:1 в Анкаре. Единственный гол забил Александер Мадлунг.
10. 15 сентября 2005. Победа над Австрией-Б со счётом 5:2 в Маттерсбурге. Голы забили Фабиан Гербер, Марио Гомес и Беньямин Ауэр. Австрийцы Пауль Шарнер и Мануэль Ортлехнер забили в свои ворота.

Лучшим бомбардиром стал Беньямин Ауэр с 4 мячами, а больше всего игр (семь) провёл Симон Йенч. Итого в состав на чемпионат мира-2006 прошли Тим Боровски, Арне Фридрих, Майке Ханке и Тимо Хильдебранд. В сборной ещё до чемпионата мира сыграли Даниэль Бирофка, Марко Энгельхардт, Фабиан Эрнст, Франк Фаренхорст, Инго Херцш, Тобиас Рау, Андреас Хинкель и Кевин Кураньи. В расширенный состав кандидатов прошли также Мануэль Фридрих, Александер Мадлунг, Клеменс Фриц, Штефан Кисслинг, Симон Рольфес, Роберт Энке, Патрик Хельмес, Марио Гомес, Кристиан Гентнер, Марсель Шефер и Джермейн Джонс. Позднее почти все из этих игроков сыграли хотя бы один матч за национальную сборную.